# A&E Networks
A&E Networks (stilizzato come A+E NETWORKS) è un'azienda privata statunitense attiva nell'ambito dei media e della comunicazione. È specializzata primariamente in produzione e distribuzione televisiva, oltre che in produzione e distribuzione cinematografica e multimediale.

## Storia
Nata da una collaborazione tra The Walt Disney Company e Hearst Communications, l'azienda è nota per essere l'editore dei canali a pagamento americani History, Military History, A&E, Crime & Investigation, Vice e Lifetime.

## Filiali internazionali
Esistono sedi estere di A&E Networks in America Latina (A+E Networks Latin America) in Europa (A+E Networks UK e A+E Networks Italia) e in Asia (A+E Networks Asia e A+E Networks India).